# KZ-Fürstengrube-Todesmarsch

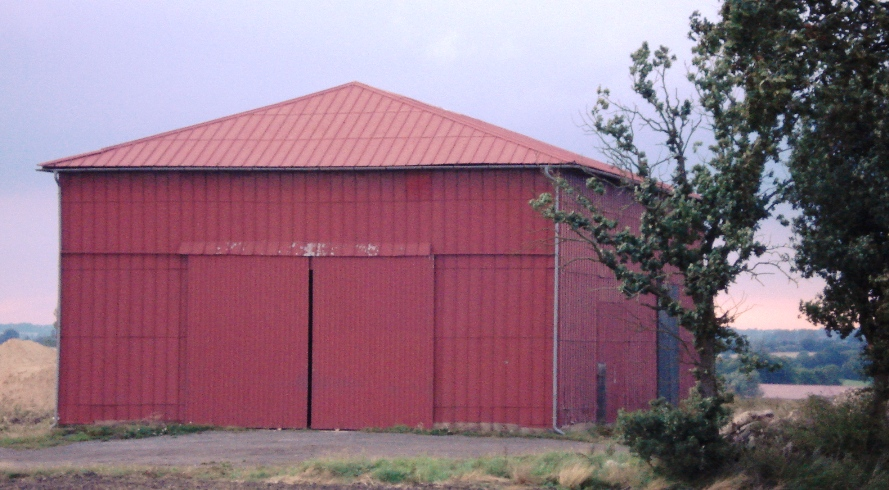
Die Feldscheune bei Siblin – im April 1945 Unterbringungsort für einen Teil der Häftlinge

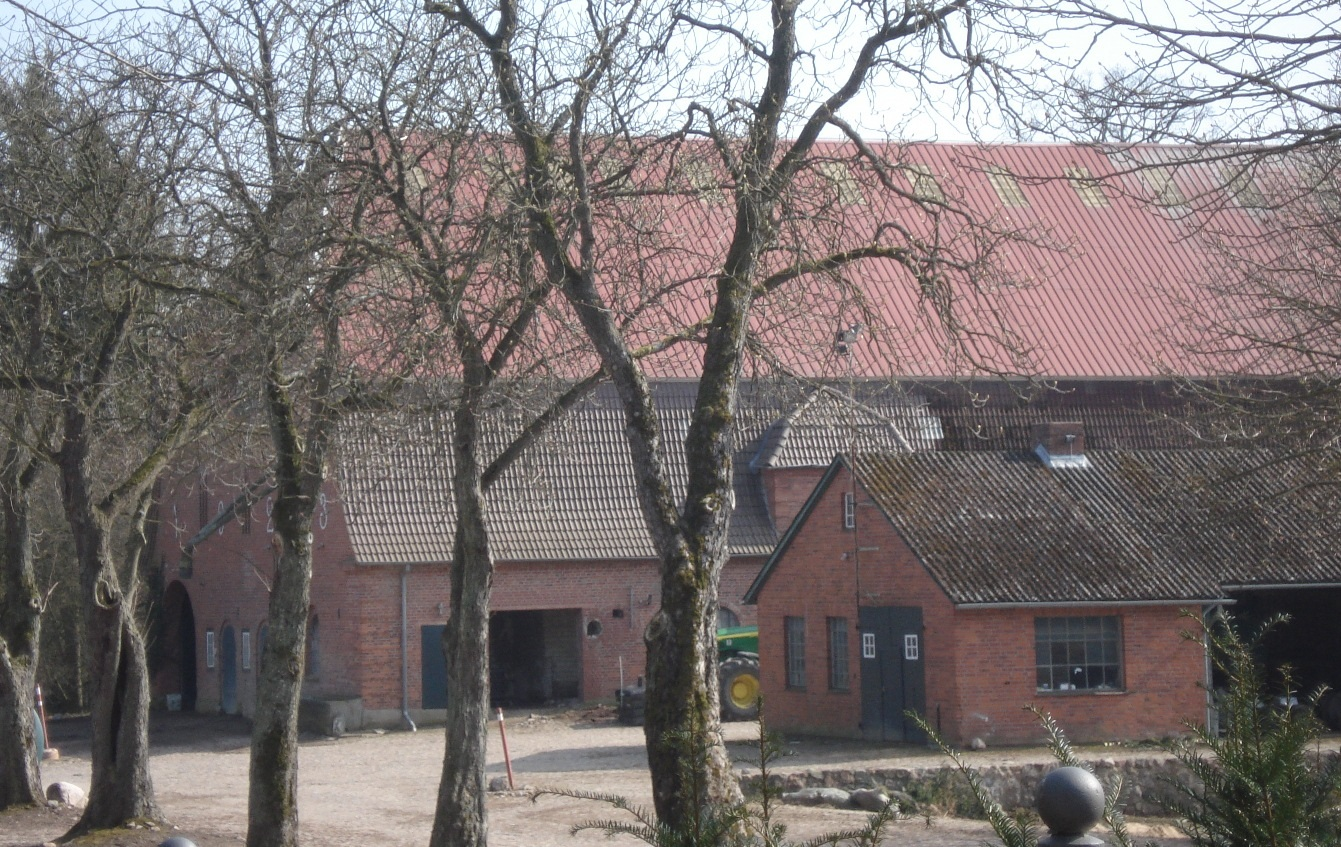
Die Scheune bei Glasau – im April 1945 Unterbringungsort für einen Teil der Häftlinge

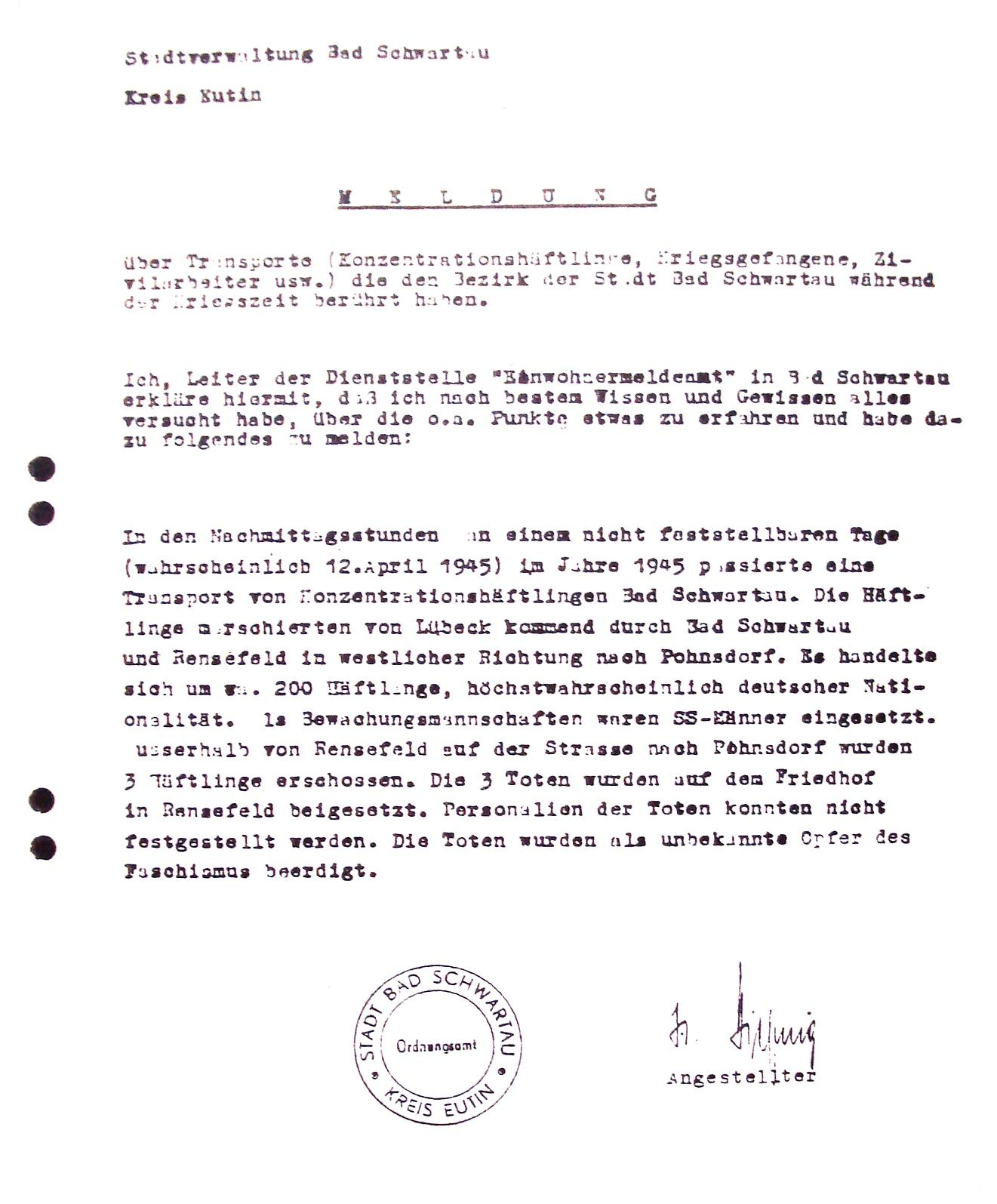
Dokument der Stadt Bad Schwartau (undatiert): Meldung über Transporte von „Konzentrationshäftlingen, Kriegsgefangenen, Zivilarbeitern usw.“ durch das Stadtgebiet

Der KZ-Fürstengrube-Todesmarsch (auch als Todesmarsch von Auschwitz nach Holstein bezeichnet) war ein Todesmarsch von KZ-Häftlingen im Rahmen der Evakuierung des Konzentrationslagers Fürstengrube (einem Nebenlager des KZ Auschwitz) sowie weiteren KZ-Häftlingen. Fehlende Ernährung, Krankheiten, Erschöpfung, Misshandlungen und Morde forderten auf diesem Todesmarsch von Januar bis Mai 1945 mit mehreren Zwischenstationen zahlreiche Opfer.
Der Todesmarsch erfolgte unter Leitung des letzten Lagerleiters SS-Oberscharführer Max Schmidt (aus Neuglasau bei Ahrensbök in Holstein).

## Verlauf

### Vom KZ Fürstengrube in das KZ Mittelbau
Am 19. Januar 1945 begann im Auschwitz-Außenlager Fürstengrube in Oberschlesien die Evakuierung des Lagers, bedingt durch die herannahenden Truppen der Roten Armee. Die Befreiung des Lagers erfolgte zeitgleich mit dem Hauptlager Auschwitz am 27. Januar.
Von dem Zeitpunkt der Evakuierung an befanden sich noch 1283 Gefangene, meist jüdischer Herkunft, in Fürstengrube. Davon wurden etwa 250 erschossen und die verbliebenen rund 1000 Gefangenen auf einen Todesmarsch nach Gleiwitz getrieben, dort in offenen Bahnwaggons deportiert und innerhalb von 14 Tagen über Mauthausen in Österreich nach Nordhausen am Harz in das KZ Mittelbau transportiert. Bei dem Transport erfroren viele Häftlinge, die unzureichend gekleidet, ungeschützt und geschwächt durch die Lagerhaft einer Witterung von minus 20 °C nicht mehr standhalten konnten. Die Personen, die während der Fahrt starben, wurden zum Teil bereits dann kurzerhand aus dem Zug geworfen. Ihre Leichen fand man entlang der Bahnschienen und bestattete sie auf den angrenzenden Friedhöfen (z. B. in Ruppertsgrün/Beiersdorf).
Nach der Ankunft der wenigen Überlebenden dieses Transportes wurden die Häftlinge in der unterirdischen Waffenfabrik der Oda-Werke in Blankenburg eingesetzt, einem Außenlager des KZ Mittelbau, wo sie die so genannten V-Waffen V1 und V2 in Zwangsarbeit herstellen mussten.

### Vom KZ Mittelbau nach Lübeck
Nach 4 Wochen im KZ Mittelbau wurden 200 überlebende Häftlinge gesammelt und nach Magdeburg getrieben. Auf dem Weg dorthin traf die Kolonne auf eine Gruppe von 300 Häftlingen – mehrheitlich sowjetische Kriegsgefangene sowie Holländer, Franzosen und Belgier – die gemeinsam weitergetrieben wurden.
Die Häftlinge wurden am 9. April 1945 auf einen offenen Schleppkahn verladen und über die Elbe nach Lauenburg und den Elbe-Lübeck-Kanal nach Lübeck transportiert, wo sie am 12. April 1945 im Industriehafen Lübeck-Vorwerk eintrafen.

### Von Lübeck nach Ahrensbök

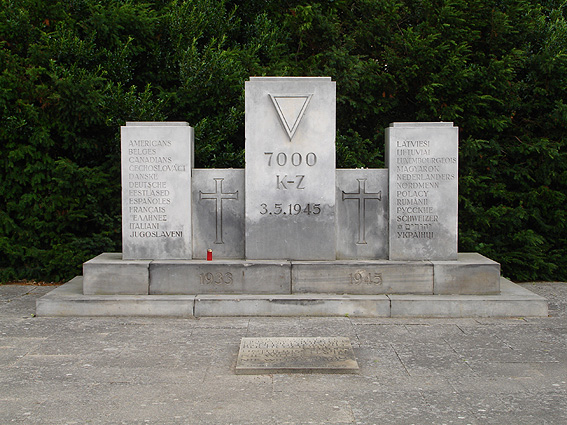
Cap-Arcona-Denkmal auf dem Ehrenfriedhof in Neustadt/Holstein

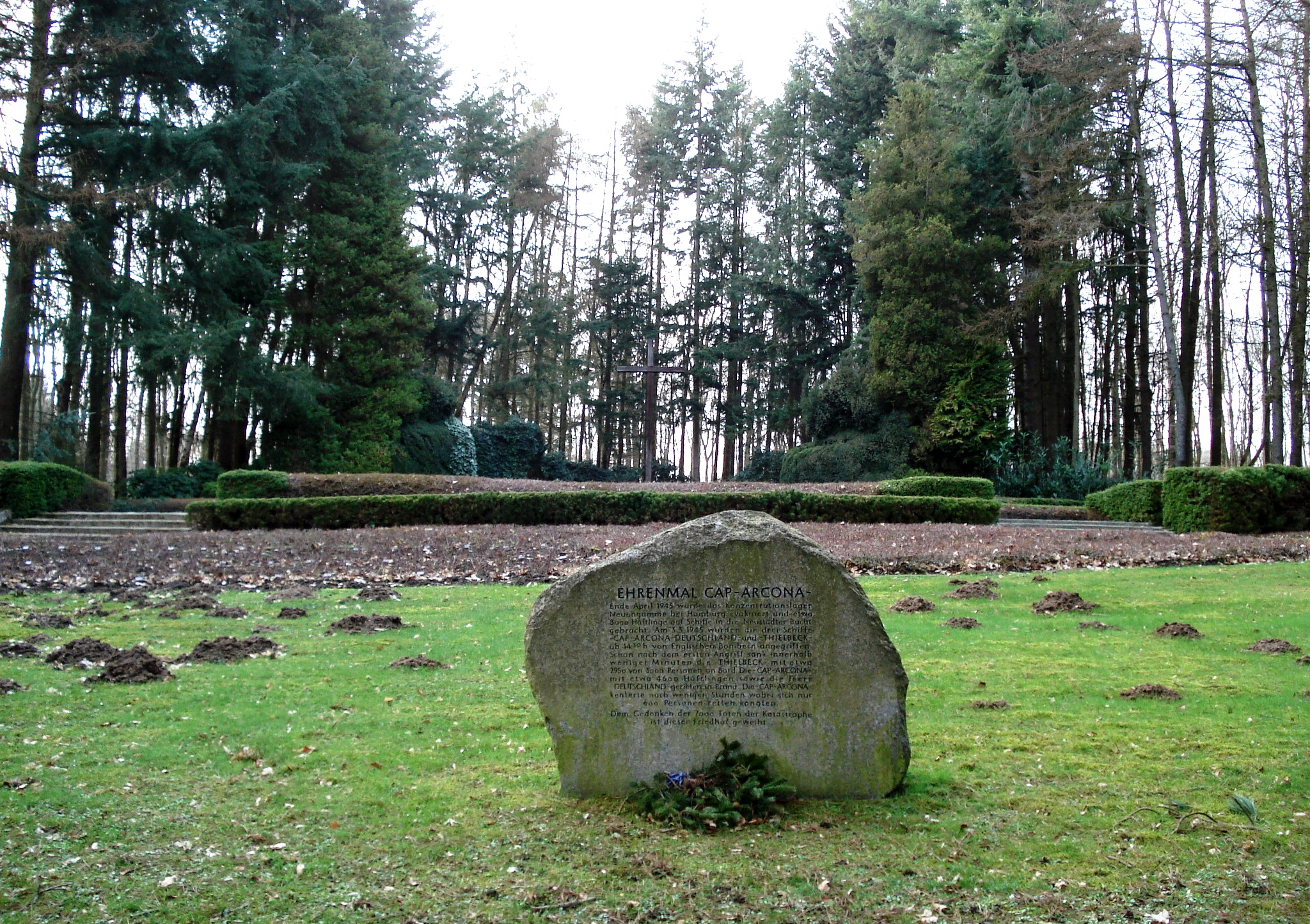
Cap-Arcona-Denkmal auf dem Ehrenfriedhof in Haffkrug/Scharbeutz

Von dem Industriehafen Lübeck-Vorwerk aus wurden die Häftlinge am 13. April 1945 17 km weit über Bad Schwartau (dort wurden 3 Menschen erschossen), Pohnsdorf, Curau (auf dem Weg dorthin wurden 20 Menschen erschossen) nach Ahrensbök getrieben, das sie am 14. April 1945 erreichten. Dort wurden die Häftlinge in zwei Gruppen geteilt. Die eine Gruppe wurde in eine vier Kilometer entfernte Feldscheune bei Siblin, die andere sechs Kilometer in eine Scheune bei Glasau/Sarau getrieben.
Die Häftlinge verblieben dort bis zum 30. April 1945. Während dieser Zeit wurden weitere Häftlinge erschossen, einige konnten sich jedoch vor der Fortsetzung retten. Die aus Westeuropa stammenden Häftlinge wurden Ende April vom Schwedischen Roten Kreuz unter Graf Folke Bernadotte gerettet, bekannt als die Rettungsaktion der Weißen Busse.

### Von Ahrensbök nach Neustadt
Anfang Mai mussten die Häftlinge über Süsel nach Neustadt in Holstein marschieren. In Süsel wurden am Abend des 1. Mai 1945 14 oder 15 Häftlinge in einer Scheune erschossen.
In Neustadt wurden die verbliebenen Häftlinge auf die Cap Arcona verschifft. Durch einen Angriff von Jagdbombern der Royal Air Force, der am 3. Mai 1945 zur Versenkung der Cap Arcona führte, kamen die meisten der 4600 Häftlinge, die sich zur Zeit des Angriffes auf dem Schiff befanden, dabei um. Weitere kamen auf der Thielbek um, die ebenfalls versenkt wurde.
Die Toten sind auf dem Waldfriedhof der Gemeinde Timmendorfer Strand, auf dem Ehrenfriedhof Cap Arcona in Neustadt und auf dem Ehrenfriedhof für die Toten der Cap Arcona- und Thielbek-Katastrophe bei Haffkrug begraben. Die Überreste von etwa 3000 Personen wurden nie geborgen und befinden sich noch am Ort des Schiffuntergangs in etwa 17 Metern Tiefe.

## Erinnerung an den Todesmarsch
- Auf dem Rensefelder Friedhof in Bad Schwartau und auf dem Friedhof in Ahrensbök gibt es je ein Grab unbekannter KZ-Häftlinge.

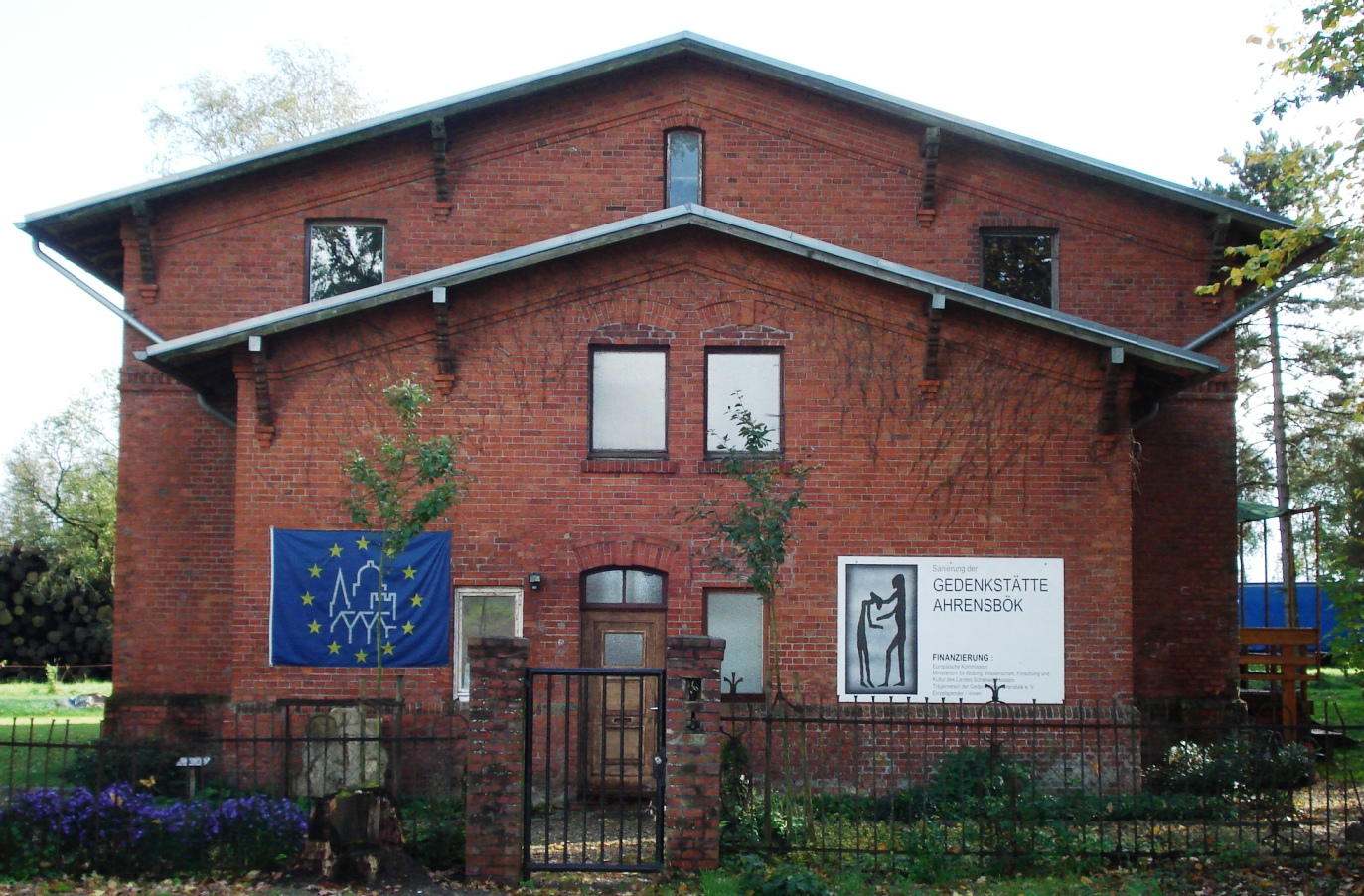
Das Gebäude der Gedenkstätte Ahrensbök

- In der Gedenkstätte Ahrensbök wird der Todesmarsch in einer Dauerausstellung dokumentiert.

- Seit 1999 erinnern Stelen aus Beton und Ton an Stationen des Todesmarsches in Holstein. Stelen befinden sich u. a. in

1. Lübeck nahe dem Gustav-Radbruch-Platz
2. Lübeck am Tremser Teich
3. Bad Schwartau in der Rensefelder Straße
4. Bad Schwartau nahe der Rensefelder Kirche
5. Pohnsdorf (Ortsteil von Stockelsdorf) auf dem Dorfplatz
6. Curau
7. Bokhof
8. Ahrensbök am Kindergarten nahe der Ahrensböker Kirche
9. Siblin an der Feldscheune
10. Sarau bei der Sarauer Kirche
11. Süsel an der St. Laurentius-Kirche
12. Neustadt in Holstein in der Lienaustraße

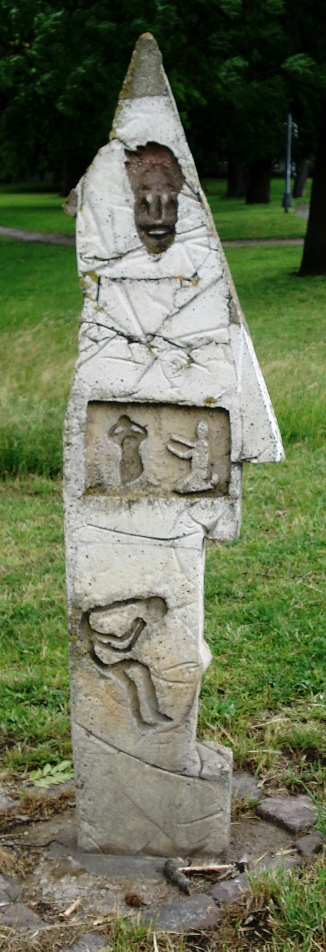
Die Erinnerungsstele nahe dem Gustav-Radbruch-Platz in Lübeck
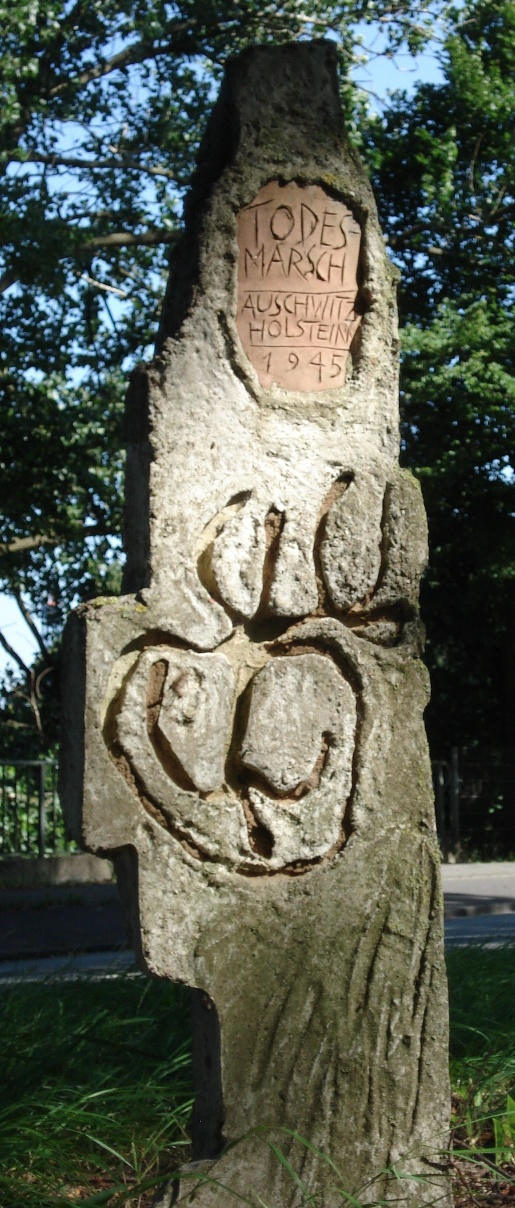
Die Erinnerungsstele am Tremser Teich in Lübeck
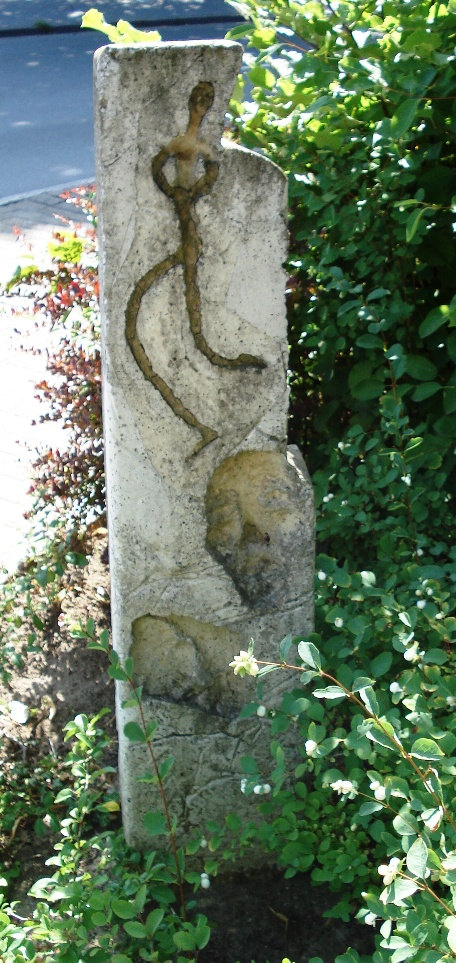
Die Erinnerungsstele in Bad Schwartau
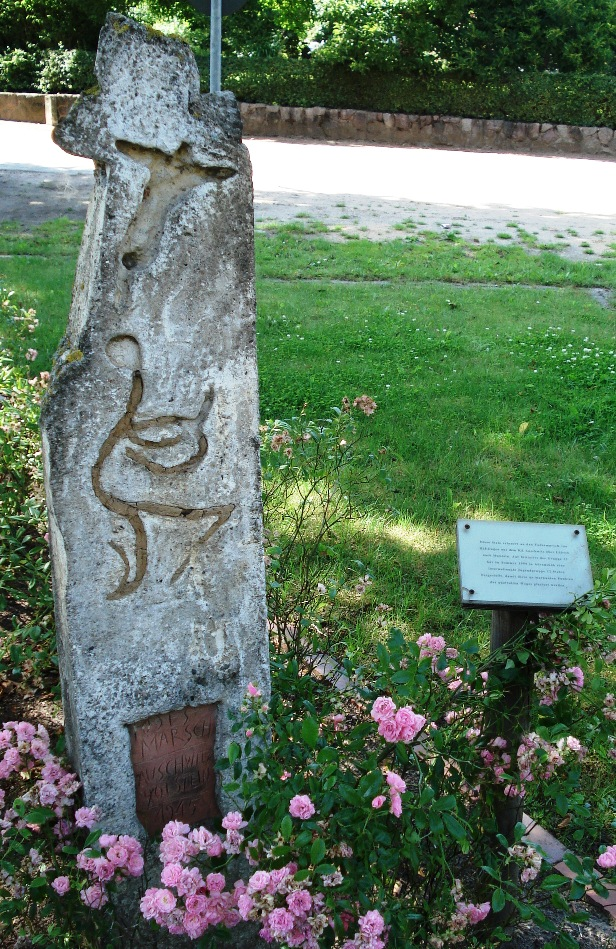
Die Erinnerungsstele in Bad Schwartau – Rensefeld
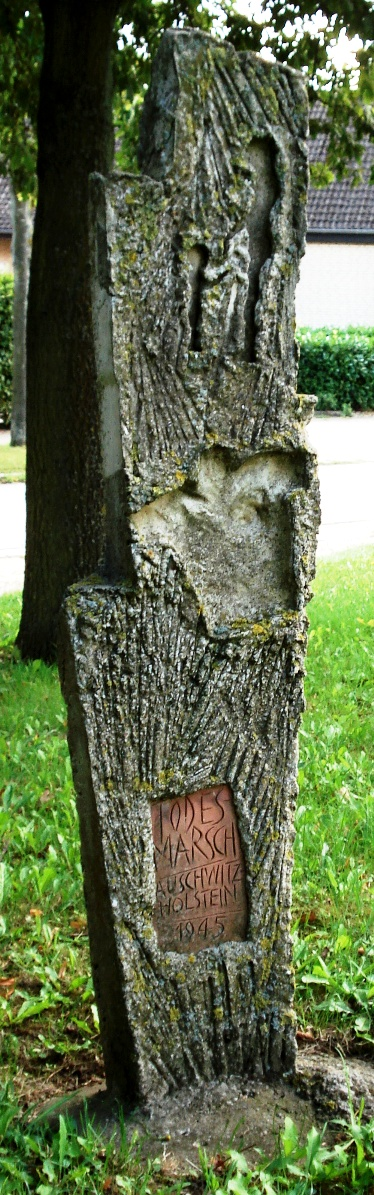
Die Erinnerungsstele in Pohnsdorf
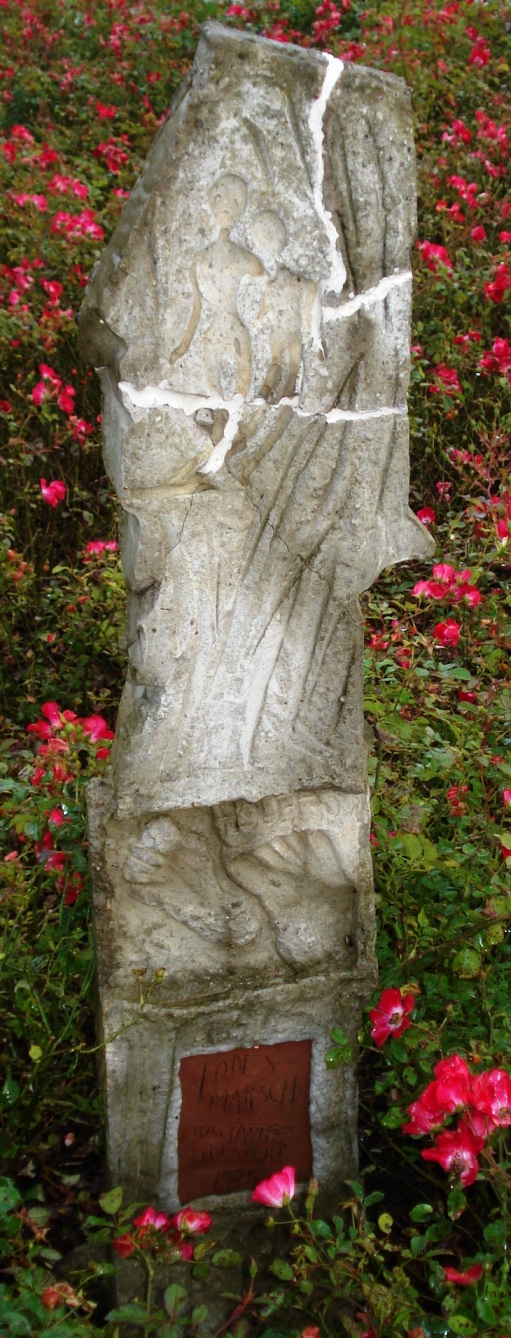
Die Erinnerungsstele in Curau
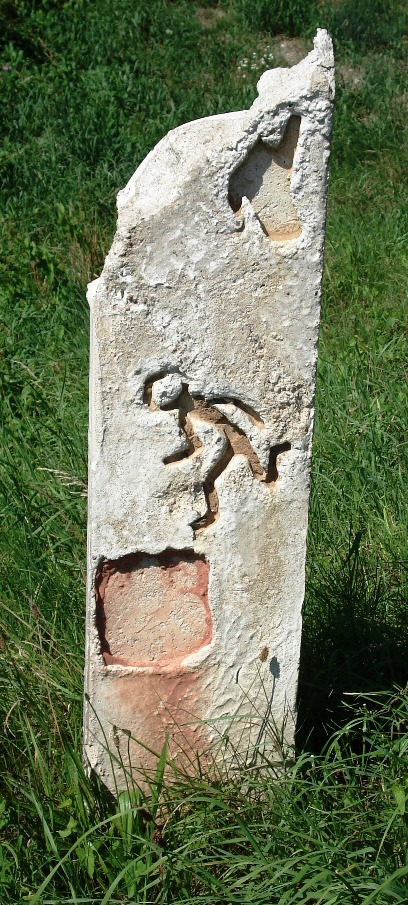
Die Erinnerungsstele in Bokhof
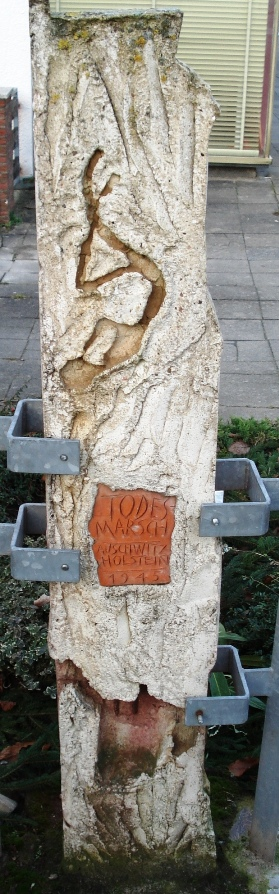
Die Erinnerungsstele in Ahrensbök
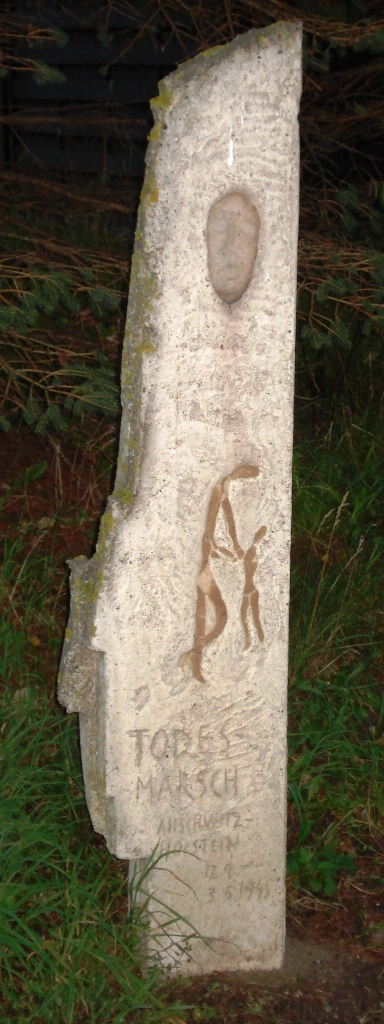
Die Erinnerungsstele in Sarau
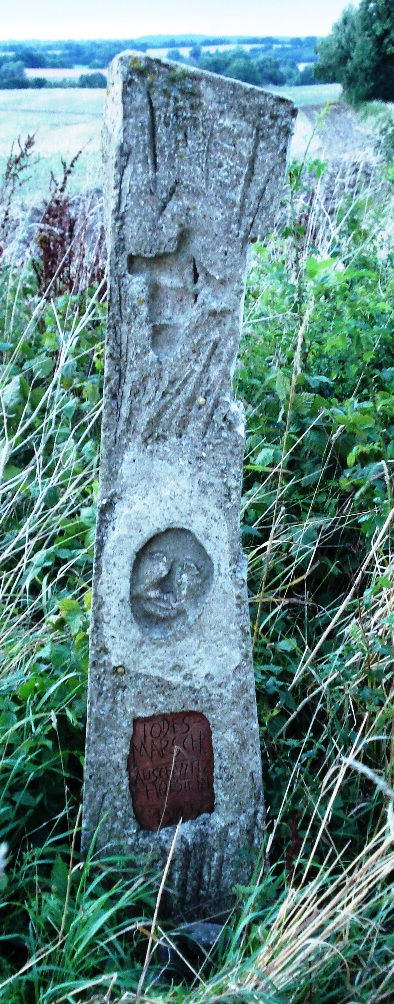
Die Erinnerungsstele an der Feldscheune bei Siblin
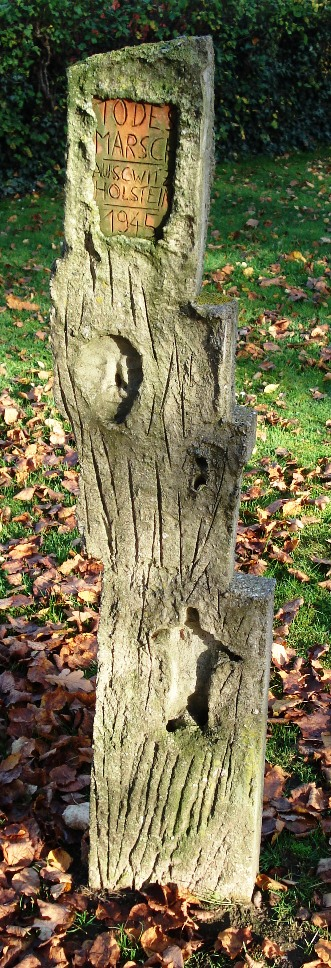
Die Erinnerungsstele in Süsel
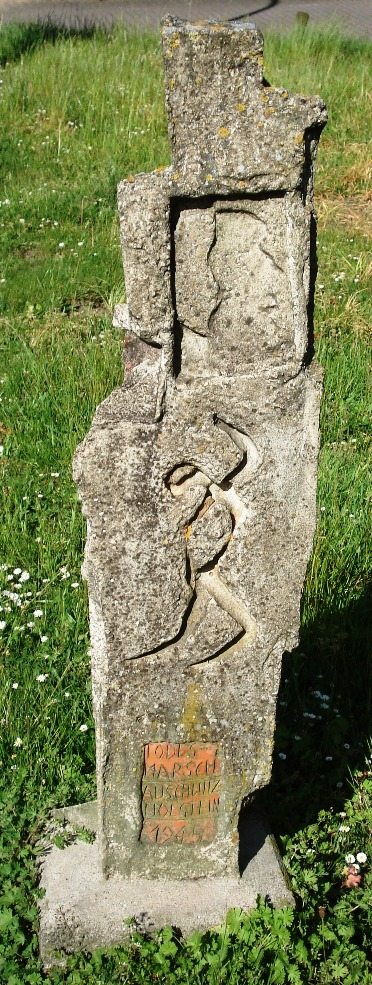
Die Erinnerungsstele in Neustadt in Holstein
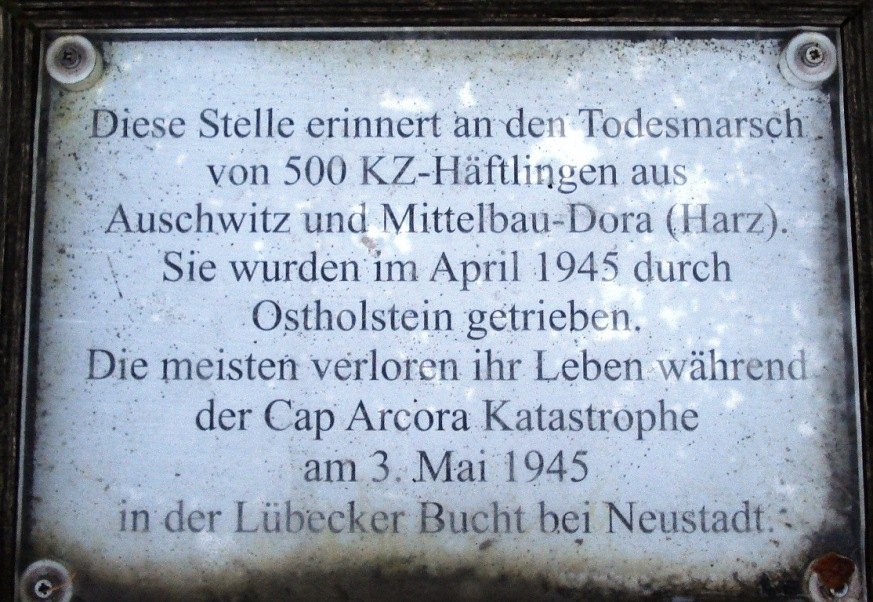
Erläuterungstafel an den Stelen